# Liste der Lieder von Wolfsheim
Dies ist eine Liste der aufgenommenen und veröffentlichten Lieder des deutschen Pop-Duos Wolfsheim. Die Reihenfolge der Titel ist alphabetisch sortiert. Sie gibt Auskunft über die Urheber und auf welchem Tonträger die Komposition erstmals zu finden ist. Ausgenommen in dieser Liste sind Remixe und eigene Neuauflagen (Cover) ohne anderer Besetzung.

## Eigenkompositionen

### ()
| Titel                                                          | Autoren                         | Album     | Jahr |
| -------------------------------------------------------------- | ------------------------------- | --------- | ---- |
| (The Obvious Fact That) Scars Remain (And How to Cope with It) | Peter Heppner, Markus Reinhardt | Popkiller | 1993 |

### A
| Titel                                                  | Autoren                                       | Album                 | Jahr |
| ------------------------------------------------------ | --------------------------------------------- | --------------------- | ---- |
| A Broken Whisper                                       | Peter Heppner, Markus Reinhardt               | Dreaming Apes         | 1996 |
| A Look into Your Heart                                 | Peter Heppner, Markus Reinhardt               | Thunderheart          | 1992 |
| A Million Lovesongs                                    | Peter Heppner, Markus Reinhardt               | Hamburg Rom Wolfsheim | 1997 |
| A Million Miles                                        | Peter Heppner, Markus Reinhardt               | Dreaming Apes         | 1996 |
| A New Starsystem Has Been Explored (feat. Heike Nebel) | Peter Heppner, Markus Reinhardt               | Dreaming Apes         | 1996 |
| A Rambling Shadow                                      | Peter Heppner, Markus Reinhardt               | Dreaming Apes         | 1996 |
| Alexander S. Neill                                     | Markus Reinhardt, Pompejo Ricciardi           | Wolfsheim             | 1987 |
| Against the Clock                                      | Peter Heppner, Markus Reinhardt               | Any But Pretty        | 1989 |
| Always                                                 | Peter Heppner, Markus Reinhardt               | Any But Pretty        | 1989 |
| And I…                                                 | Peter Heppner, Markus Reinhardt               | Casting Shadows       | 2003 |
| Angles in Jar                                          | Peter Heppner, Markus Reinhardt               | Ken Manage            | 1988 |
| Angry Today                                            | Peter Heppner, Markus Reinhardt               | No Happy View         | 1992 |
| Annie                                                  | Peter Heppner, Markus Reinhardt               | No Happy View         | 1992 |
| Anybody’s Window                                       | Peter Heppner, Carlos Peron, Markus Reinhardt | No Happy View         | 1992 |
| Anyway                                                 | Peter Heppner, Markus Reinhardt               | Dreaming Apes         | 1996 |
| Approaching Lightspeed                                 | Peter Heppner, Markus Reinhardt               | Casting Shadows       | 2003 |
| Auf ein Wort…                                          | Peter Heppner, Markus Reinhardt               | Popkiller             | 1993 |

### B
| Titel                                                     | Autoren                         | Album                                 | Jahr      |
| --------------------------------------------------------- | ------------------------------- | ------------------------------------- | --------- |
| Blind (feat. José Alvarez-Brill) Blind 2004 (Soloversion) | Peter Heppner, Markus Reinhardt | Spectators Erbsen auf halb 6 (O.S.T.) | 1999 2004 |

### C
| Titel                                      | Autoren                                                                       | Album                    | Jahr      |
| ------------------------------------------ | ----------------------------------------------------------------------------- | ------------------------ | --------- |
| Can Manage …Can Manage… (feat. Marlon Shy) | Peter Heppner, Markus Reinhardt Peter Heppner, Carlos Perón, Markus Reinhardt | Ken Manage No Happy View | 1988 1992 |
| Care for You                               | Peter Heppner, Markus Reinhardt                                               | Casting Shadows          | 2003      |
| Charly Brown (Boulevard of Broken Dreams)  | Markus Reinhardt, Pompejo Ricciardi                                           | Wolfsheim                | 1987      |
| Childhood Cruel                            | Peter Heppner, Markus Reinhardt                                               | Popkiller                | 1993      |
| Circles                                    | Peter Heppner, Markus Reinhardt                                               | 55578                    | 1995      |
| Closer Still                               | Peter Heppner, Markus Reinhardt                                               | Dreaming Apes            | 1995      |

### D
| Titel                                           | Autoren                             | Album          | Jahr |
| ----------------------------------------------- | ----------------------------------- | -------------- | ---- |
| Destiny                                         | Markus Reinhardt, Pompejo Ricciardi | Wolfsheim      | 1987 |
| Don’t Sorrow / It’s Not Too Late (Don’t Sorrow) | Peter Heppner, Markus Reinhardt     | Any But Pretty | 1989 |
| Dressed in Red                                  | Peter Heppner, Markus Reinhardt     | Ken Manage     | 1988 |

### E
| Titel                       | Autoren                         | Album           | Jahr |
| --------------------------- | ------------------------------- | --------------- | ---- |
| E                           | Peter Heppner, Markus Reinhardt | Spectators      | 1999 |
| Elias                       | Peter Heppner, Markus Reinhardt | Any But Pretty  | 1989 |
| Entropy                     | Peter Heppner, Markus Reinhardt | Popkiller       | 1993 |
| Everyone Who Casts a Shadow | Peter Heppner, Markus Reinhardt | Casting Shadows | 2003 |

### F
| Titel                                    | Autoren                         | Album                                        | Jahr |
| ---------------------------------------- | ------------------------------- | -------------------------------------------- | ---- |
| F                                        | Peter Heppner, Markus Reinhardt | Künstliche Welten (Single)                   | 1999 |
| Faith                                    | Peter Heppner, Markus Reinhardt | Popkiller                                    | 1993 |
| Find You’re Here                         | Peter Heppner, Markus Reinhardt | Find You’re Here / Find You’re Gone (Single) | 2003 |
| Find You’re Gone                         | Peter Heppner, Markus Reinhardt | Casting Shadows                              | 2003 |
| Following You (feat. José Alvarez-Brill) | Peter Heppner, Markus Reinhardt | No Happy View                                | 1992 |
| For You                                  | Peter Heppner, Markus Reinhardt | Spectators                                   | 1999 |
| For You I’m Bleeding                     | Peter Heppner, Markus Reinhardt | Popkiller                                    | 1993 |

### G
| Titel | Autoren                         | Album          | Jahr |
| ----- | ------------------------------- | -------------- | ---- |
| Gates | Peter Heppner, Markus Reinhardt | Any But Pretty | 1989 |

### H
| Titel            | Autoren                         | Album      | Jahr |
| ---------------- | ------------------------------- | ---------- | ---- |
| Heroin, She Said | Peter Heppner, Markus Reinhardt | Spectators | 1998 |

### I
| Titel                           | Autoren                         | Album                | Jahr |
| ------------------------------- | ------------------------------- | -------------------- | ---- |
| I Don’t Love You Anymore        | Peter Heppner, Markus Reinhardt | Spectators           | 1999 |
| I Won’t Believe                 | Peter Heppner, Markus Reinhardt | Casting Shadows      | 2003 |
| In Time                         | Peter Heppner, Markus Reinhardt | Casting Shadows      | 2003 |
| India Theme                     | Peter Heppner, Markus Reinhardt | Dreaming Apes        | 1996 |
| Iou                             | Peter Heppner, Markus Reinhardt | Kein Zurück (Single) | 2003 |
| It’s Hurting for the First Time | Peter Heppner, Markus Reinhardt | Spectators           | 1998 |

### K
| Titel             | Autoren                         | Album           | Jahr |
| ----------------- | ------------------------------- | --------------- | ---- |
| Kaufrausch        | Peter Heppner, Markus Reinhardt | Popkiller       | 1993 |
| Kein Zurück       | Peter Heppner, Markus Reinhardt | Casting Shadows | 2003 |
| Kissing the Wall  | Peter Heppner, Markus Reinhardt | Any But Pretty  | 1989 |
| Künstliche Welten | Peter Heppner, Markus Reinhardt | Spectators      | 1999 |

### L
| Titel                | Autoren                         | Album         | Jahr |
| -------------------- | ------------------------------- | ------------- | ---- |
| La danse des soleils | Peter Heppner, Markus Reinhardt | Dreaming Apes | 1996 |
| Leading Men          | Peter Heppner, Markus Reinhardt | No Happy View | 1991 |
| Leave No Deed Undone | Peter Heppner, Markus Reinhardt | Dreaming Apes | 1996 |
| Listen!              | Peter Heppner, Markus Reinhardt | No Happy View | 1992 |
| Lovemission          | Peter Heppner, Markus Reinhardt | Ken Manage    | 1988 |
| Lovesong             | Peter Heppner, Markus Reinhardt | Popkiller     | 1993 |

### M
| Titel    | Autoren                             | Album     | Jahr |
| -------- | ----------------------------------- | --------- | ---- |
| Mephisto | Markus Reinhardt, Pompejo Ricciardi | Wolfsheim | 1987 |
| Mission  | Markus Reinhardt, Pompejo Ricciardi | Wolfsheim | 1987 |
| My Doll  | Markus Reinhardt, Pompejo Ricciardi | Wolfsheim | 1987 |

### N
| Titel         | Autoren                         | Album          | Jahr |
| ------------- | ------------------------------- | -------------- | ---- |
| Nast          | Peter Heppner, Markus Reinhardt | Any But Pretty | 1989 |
| No Happy View | Peter Heppner, Markus Reinhardt | Popkiller      | 1993 |
| Now I Fall    | Peter Heppner, Markus Reinhardt | Popkiller      | 1993 |

### O
| Titel                                             | Autoren                         | Album                        | Jahr      |
| ------------------------------------------------- | ------------------------------- | ---------------------------- | --------- |
| Old Man’s Valley (feat. Roger Sanchez)            | Peter Heppner, Markus Reinhardt | Dreaming Apes                | 1996      |
| Old Piano Theme                                   | Peter Heppner, Markus Reinhardt | Dreaming Apes                | 1996      |
| Once in a Lifetime (DJ Baby Anne feat. Wolfsheim) | Peter Heppner, Markus Reinhardt | Spectators Assault & Battery | 1998 2005 |

### P
| Titel               | Autoren                             | Album      | Jahr |
| ------------------- | ----------------------------------- | ---------- | ---- |
| Paradoxical Triumph | Peter Heppner, Markus Reinhardt     | Ken Manage | 1988 |
| Poor Boy            | Markus Reinhardt, Pompejo Ricciardi | Wolfsheim  | 1987 |

### R
| Titel          | Autoren                         | Album      | Jahr |
| -------------- | ------------------------------- | ---------- | ---- |
| Read the Lines | Peter Heppner, Markus Reinhardt | Spectators | 1999 |
| Real           | Peter Heppner, Markus Reinhardt | 55578      | 1995 |

### S
| Titel          | Autoren                         | Album      | Jahr |
| -------------- | ------------------------------- | ---------- | ---- |
| Slaughterhouse | Peter Heppner, Markus Reinhardt | Ken Manage | 1988 |
| Sleep Somehow  | Peter Heppner, Markus Reinhardt | Spectators | 1999 |

### T
| Titel                             | Autoren                                       | Album                 | Jahr |
| --------------------------------- | --------------------------------------------- | --------------------- | ---- |
| Tapir                             | Peter Heppner, Markus Reinhardt               | Closer Still (Single) | 1995 |
| Tarcoola Railway                  | Peter Heppner, Markus Reinhardt               | Ken Manage            | 1988 |
| Tender Days (feat. Ollie Orange)  | Peter Heppner, Markus Reinhardt               | Popkiller             | 1993 |
| The Sparrows and the Nightingales | Peter Heppner, Carlos Peron, Markus Reinhardt | No Happy View         | 1992 |
| This Is for Love                  | Peter Heppner, Markus Reinhardt               | Casting Shadows       | 2003 |
| This Time                         | Peter Heppner, Markus Reinhardt               | No Happy View         | 1992 |
| Touch                             | Peter Heppner, Markus Reinhardt               | Spectators            | 1999 |
| Traces of China                   | Peter Heppner, Markus Reinhardt               | Dreaming Apes         | 1996 |

### U
| Titel               | Autoren                         | Album           | Jahr |
| ------------------- | ------------------------------- | --------------- | ---- |
| Übers Jahr          | Peter Heppner, Markus Reinhardt | Dreaming Apes   | 1996 |
| Underneath the Veil | Peter Heppner, Markus Reinhardt | Casting Shadows | 2003 |
| Upstairs            | Peter Heppner, Markus Reinhardt | Dreaming Apes   | 1996 |

### W
| Titel             | Autoren                         | Album           | Jahr |
| ----------------- | ------------------------------- | --------------- | ---- |
| Where Greed Talks | Peter Heppner, Markus Reinhardt | Any But Pretty  | 1989 |
| Wundervoll        | Peter Heppner, Markus Reinhardt | Casting Shadows | 2003 |

### Y
| Titel         | Autoren                         | Album        | Jahr |
| ------------- | ------------------------------- | ------------ | ---- |
| Youth & Greed | Peter Heppner, Markus Reinhardt | Thunderheart | 1992 |

## Cover
| Titel                                            | Autoren                                   | Album                                              | Jahr |
| ------------------------------------------------ | ----------------------------------------- | -------------------------------------------------- | ---- |
| Grey in Grey (Girls Under Glass feat. Wolfsheim) | Axel Ermes, Hauke Harms, Volker Zacharias | Frozen EP                                          | 2001 |
| Intro                                            | Antonín Dvořák                            | Hamburg Rom Wolfsheim                              | 1997 |
| Love Is Strange                                  | Mickey Baker, Ethel Smyth                 | Once in a Lifetime (Single)                        | 1998 |
| Ruby, Don’t Take Your Love to Town               | Mel Tillis                                | 55578                                              | 1995 |
| Über grüne Wiesen A                              | Enya, Peter Heppner, Carlos Perón         | Thunderheart (30th Anniversary Remastered Edition) | 2014 |